# Diodella teres
Diodella teres là một loài thực vật có hoa trong họ Thiến thảo. Loài này được (Walter) Small mô tả khoa học đầu tiên năm 1913.

## Hình ảnh

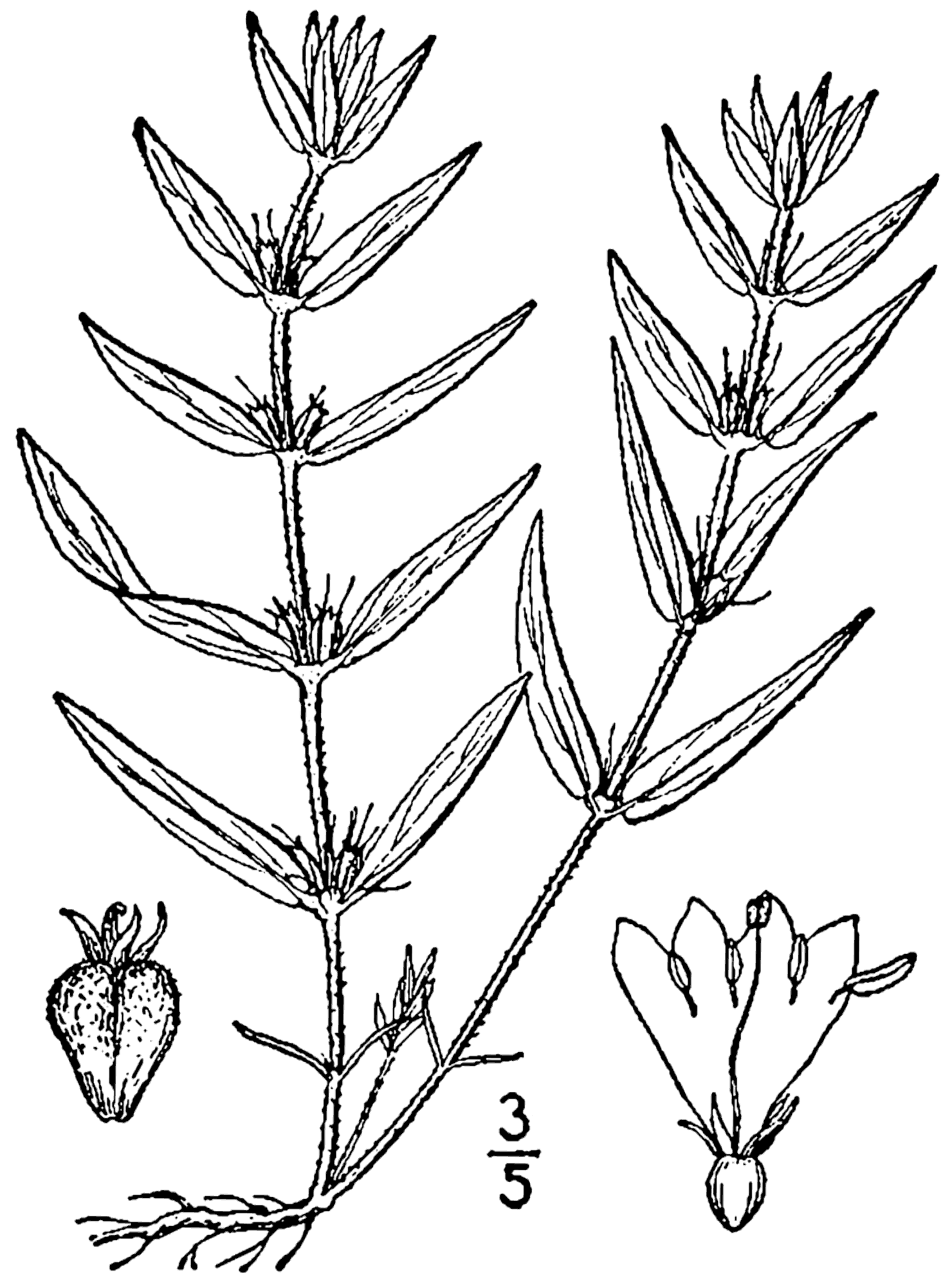
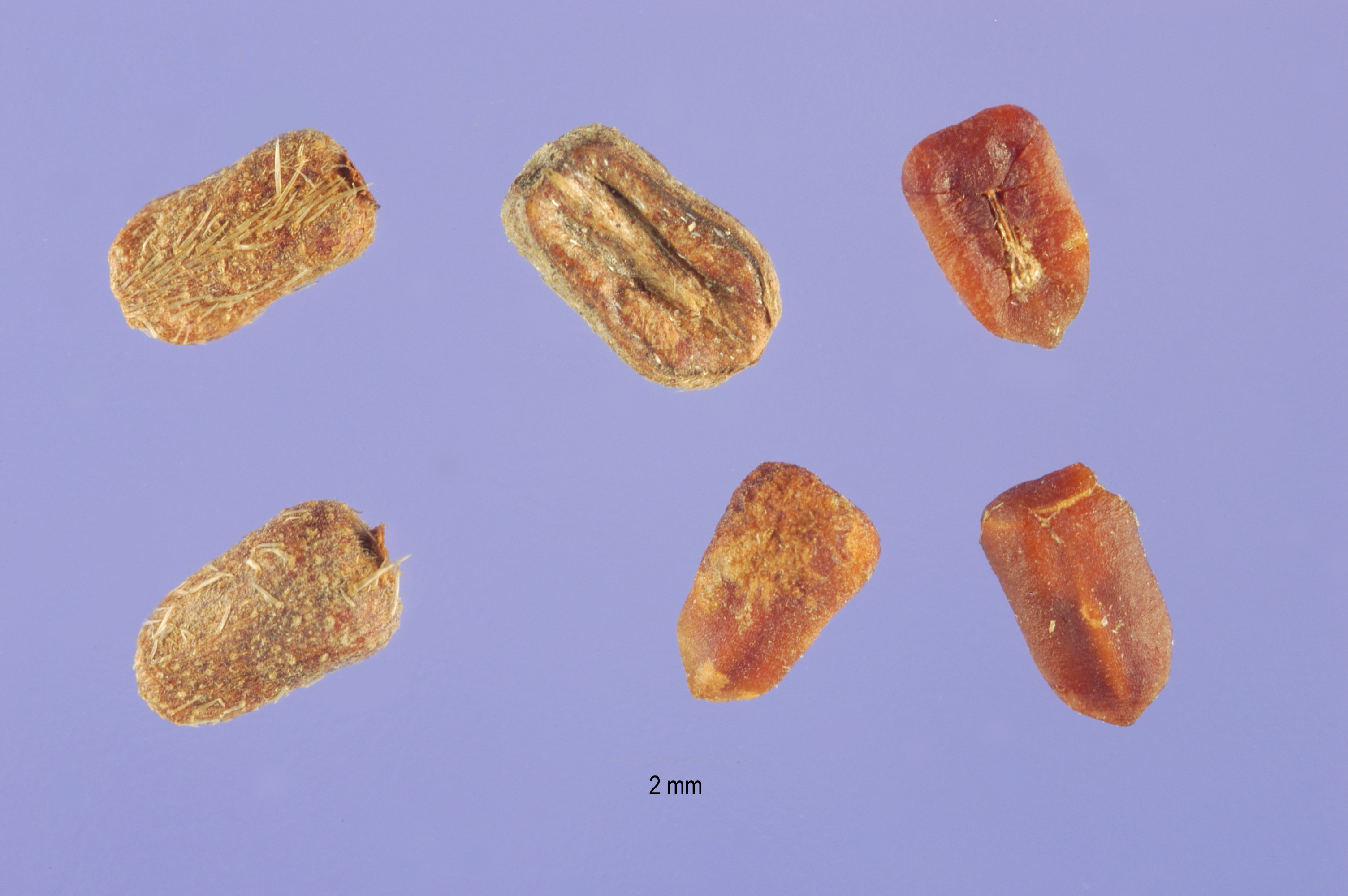